# مذبحة بييلي بوتوك
مذبحة بييلي بوتوك تشير إلى القتل الجماعي لـ 682 من المدنيين البوسنيين من قبل الصرب في 1 يونيو 1992 في مستوطنة بييلي بوتوك داخل قرية جوليتشي الواقعة في بلدية زفورنيك في البوسنة والهرسك. فصلت القوات الصربية حوالي 682 رجل وصبي من البوشناق من عدة قرى حول زفورنيك عن عائلاتهم وتم ذبحهم في غضون أسبوع في بييلي بوتوك وتم إخفاء جثثهم في مقابر جماعية في جميع أنحاء وادي درينا.
اعتبارا من مايو 2020 لم يتم العثور على رفات حوالي 245 من الضحايا حتى الآن.

## الخلفية ونظرة عامة
بدأت حرب البوسنة والهرسك في ربيع عام 1992. في 8 أبريل 1992 احتل الصرب (من جيش جمهورية صرب البوسنة والجنود ميليشيا المتطوعين الصرب) مدينة زفورنيك وبدأوا باحتلال القرى المجاورة وتطهيرها العرقي من سكان البوسنة والهرسك المسلمين. تعرض مسلمو البوسنة والهرسك للتطهير العرقي من جميع القرى بين أبريل ومايو 1992 بما في ذلك هاجداريفيتشي ودارداجاني وسوليتشي وبييلي بوتوك وكوتشيتش كولا وكليسا وتشيتشي ولوبيتشي وبيتكوفيتشي وترشيتش ورادافا وليبلي وسيليشينيوس وماهوتشي. طارد البعض إلى قرية كليسا. في 31 مايو 1992 أبرم نوريا ياشاريفيتش رئيس المجتمع المحلي في كليسا وعلي جوليتش رئيس المجتمع المحلي في سوليتشي صفقة مع الغزاة الصرب على أن ينتقل جميع المسلمين البوسنيين إلى منطقة سابنا الآمنة عبر الشاحنات والسيارات والجرارات في الصباح. لم يحدث هذا قط وفي اليوم التالي وقعت مذبحة قتل فيها الصرب معظم الرجال والفتيان المسلمين البوسنيين الذين تتراوح أعمارهم بين 15 و 80 عام.
كان أكبر عدد من الضحايا في هذه المذبحة من قرية واحدة من أوليزي حيث قُتل ما بين 176 و 188 ضحية في مذبحة 1 يونيو 1992.

## مقابر جماعية وبقايا
في عام 2003 تم الكشف عن مقبرة تشرني فره الجماعية والتي تحتوي على رفات 629 من ضحايا المجازر التي وقعت حول زفورنيك وسريبرينيتشا خلال الحرب. قُتل بعض الضحايا في مذبحة بييلي بوتوك والعديد من المذابح الأخرى بما في ذلك الإبادة الجماعية في سريبرينيتشا.

## الأحداث ذات الصلة
يُعتقد أن القصاص على هذه المجزرة كان الدافع وراء إطلاق النار في مركز شرطة زفورنيك عام 2015. كان مطلق النار نيردين إبريتش يبلغ من العمر عام واحد وقت وقوع المجزرة عندما أخذ الصرب والده سيفو من جيش جمهورية صرب البوسنة وأصبح أحد ضحايا المجزرة البالغ عددهم 682 مسلم.